# Monte Alegre (ort i Brasilien, Rio Grande do Norte, Cerro Corá)
Monte Alegre är en ort i Brasilien.   Den ligger i kommunen Cerro Corá och delstaten Rio Grande do Norte, i den östra delen av landet, 1 700 km nordost om huvudstaden Brasília. Monte Alegre ligger 422 meter över havet och antalet invånare är 6 643.
Terrängen runt Monte Alegre är kuperad västerut, men österut är den platt. Runt Monte Alegre är det glesbefolkat, med 16 invånare per kvadratkilometer.. Monte Alegre är det största samhället i trakten.
Omgivningarna runt Monte Alegre är huvudsakligen savann.